# Ахариеви
Ахариевите (Achariaceae) са семейство растения от разред Малпигиецветни (Malpighiales).
Таксонът е описан за пръв път от германския ботаник Херман Хармс през 1897 година.

## Родове
- Acharia
- Asteriastigma
- Baileyoxylon
- Bergsmia
- Buchnerodendron
- Carpotroche
- Cerolepis
- Chilmoria
- Chlanis
- Chlorocarpa
- Dasypetalum
- Dendrostigma
- Eleutherandra
- Gestroa
- Guthriea
- Hydnocarpus
- Mayna
- Pangium
- Paraphyadanthe
- Pectinea
- Peterodendron
- Poggea
- Prockiopsis
- Pyramidocarpus
- Rawsonia
- Ryparosa
- Scaphocalyx
- Scottellia
- Taraktogenos
- Trichadenia
- Xylotheca